# PS-05/A

El PS-05/A es un radar doppler usado por el JAS 39 Gripen,  trabaja en banda  de 8-10 GHz, pesa 156 kilos, está compuesto de cuatro partes que pueden sustituirse en 30 minutos y ha sido desarrollado por  Ericsson y GEC-MARCONI, basado en el radar Blue Vixen del Sea Harrier que inspiró el  Euroradar CAPTOR del Eurofighter.

### Radares similares
- Euroradar CAPTOR
- RBE2
- APG-63
- AN/APG-65
- AN/APG-66
- RLPK-29
- N001